# Fenilendiamină
Termenul de fenilendiamină sau diaminobenzen se poate referi la:

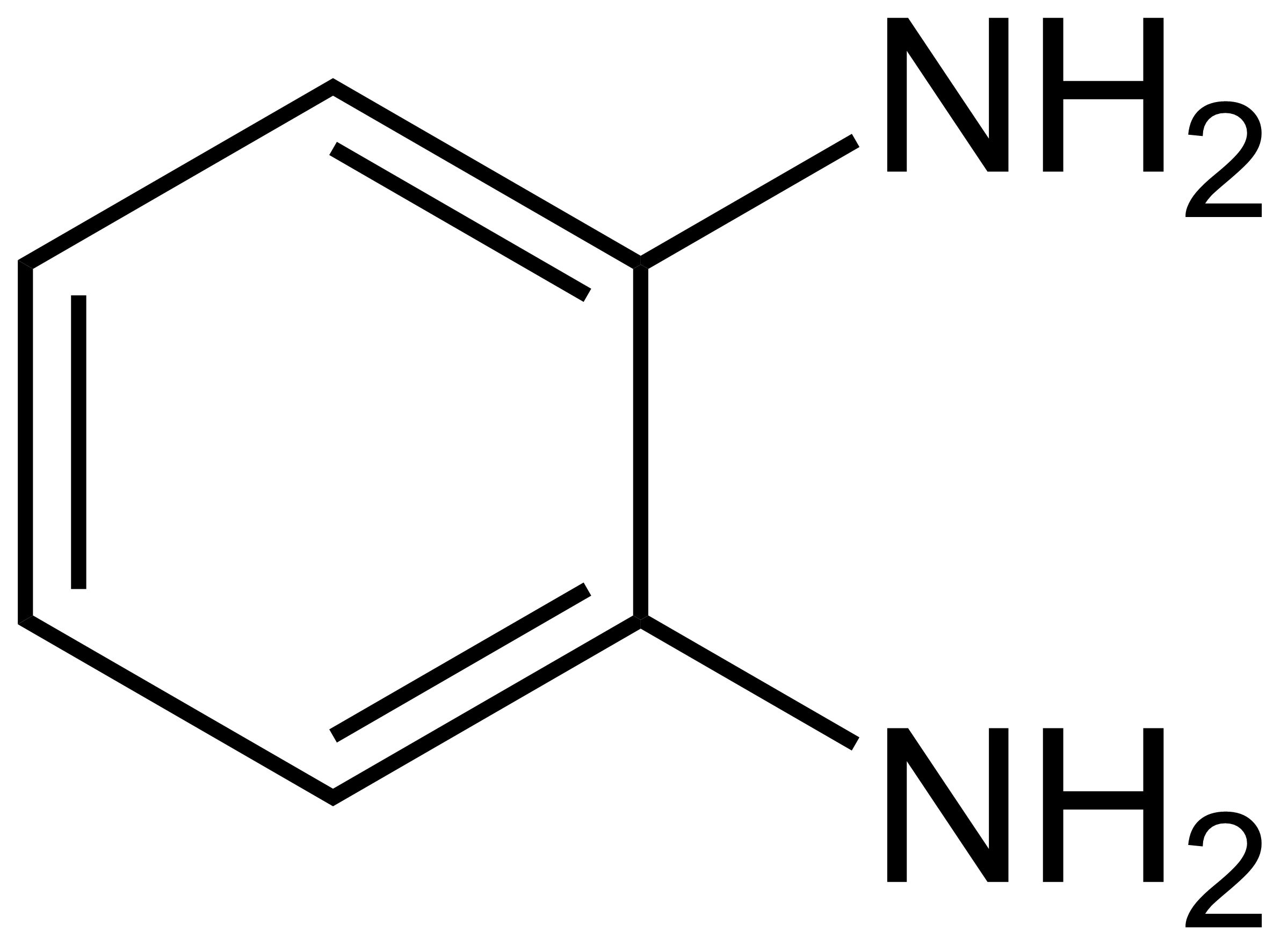
o-fenilendiamină
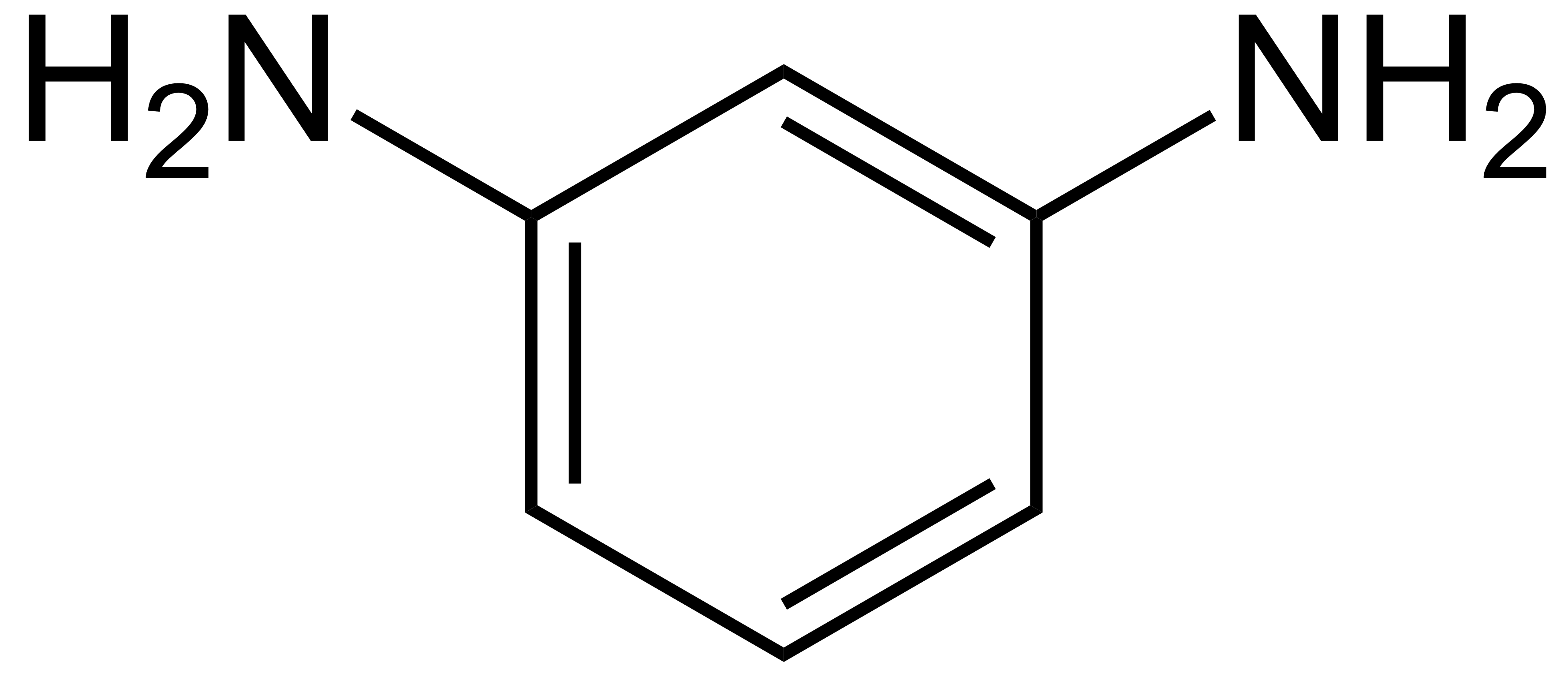
m-fenilendiamină
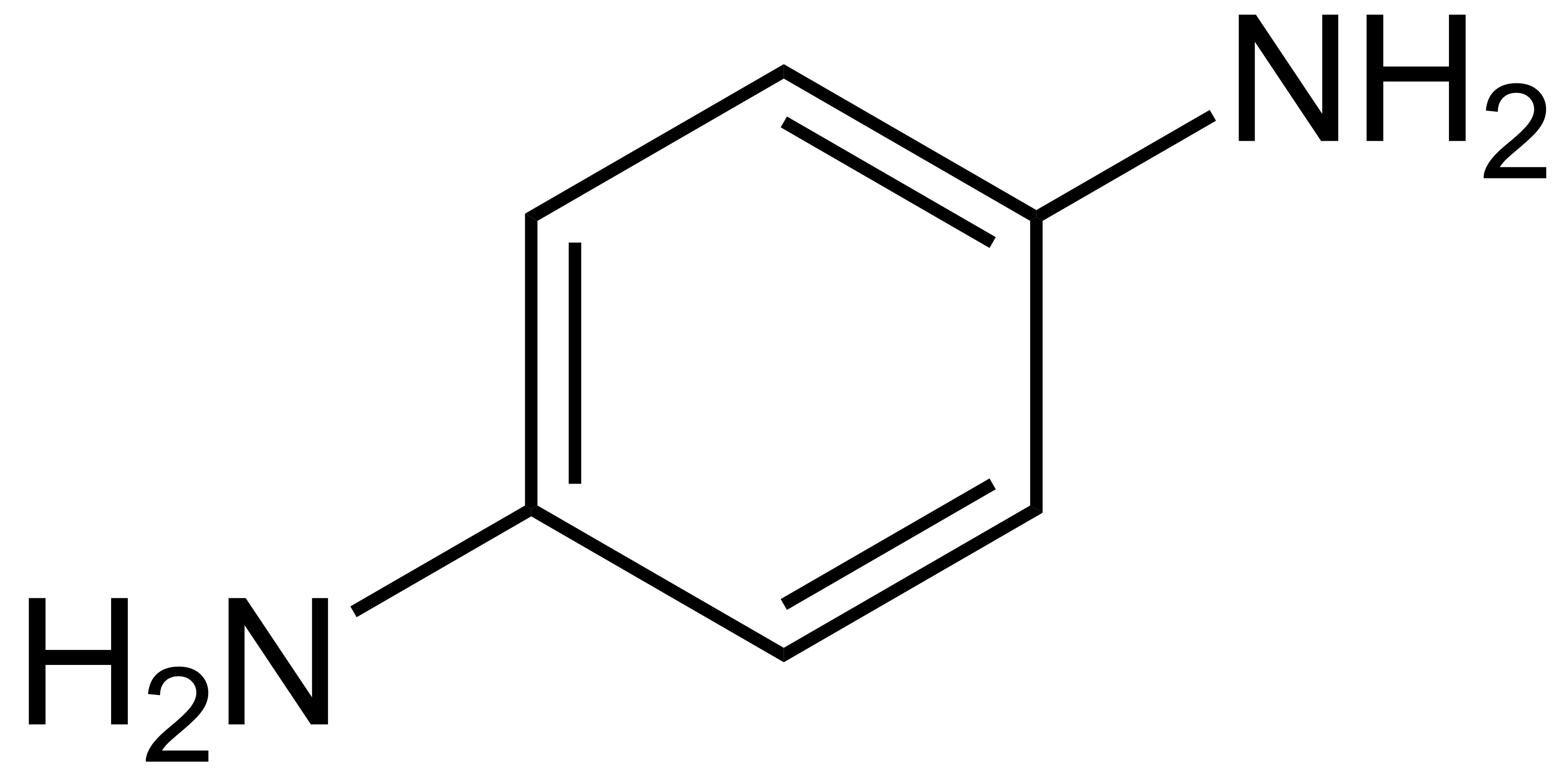
p-fenilendiamină

- o-fenilendiamină
- m-fenilendiamină
- p-fenilendiamină